# Toots Thielemans
Jean-Baptiste Frédéric Isidor "Toots" Thielemans (Bruselas, 29 de abril de 1922-Bruselas, 22 de agosto de 2016) fue un guitarrista, armonicista y compositor belga de jazz.

## Carrera

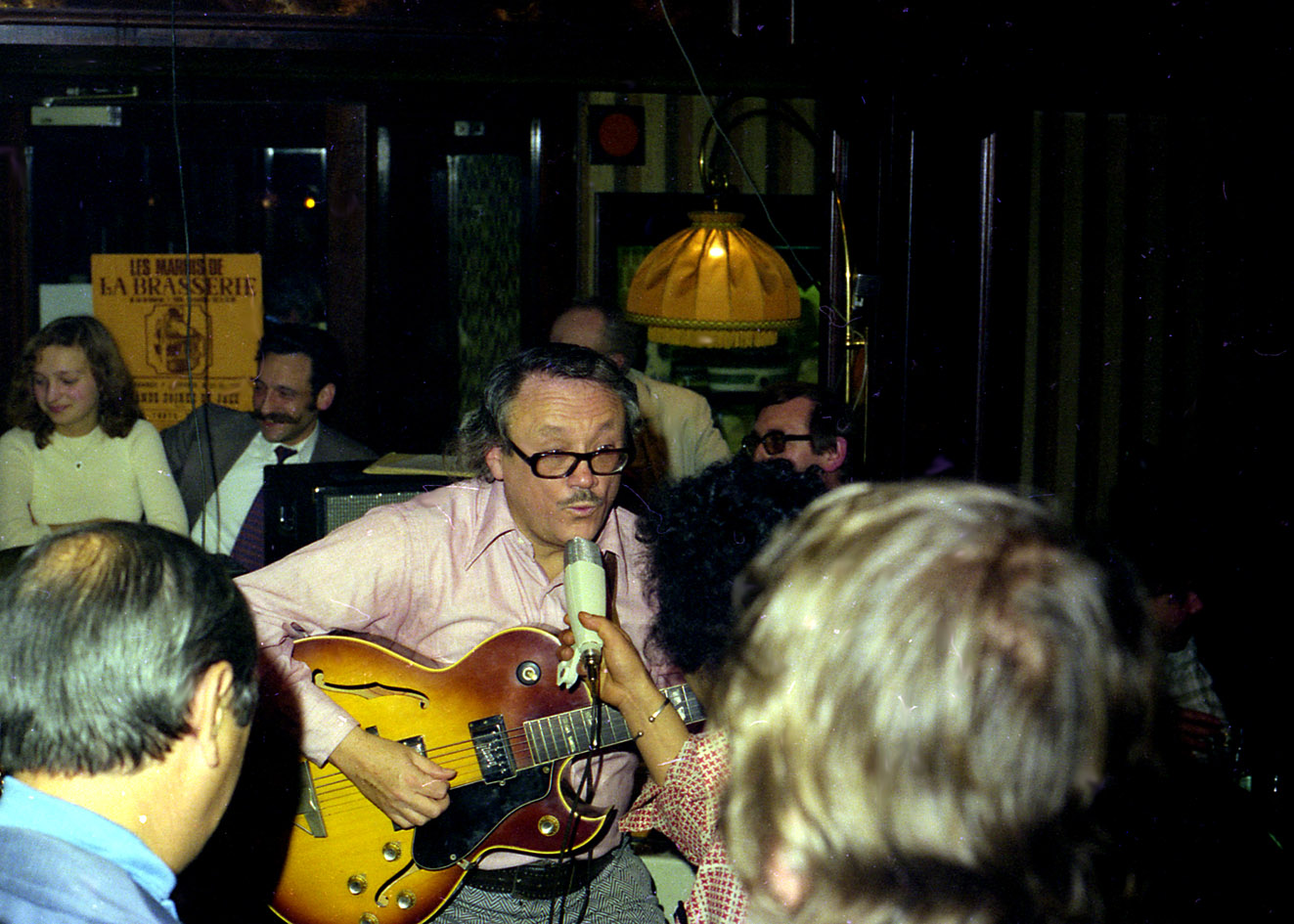
Toots actuando en La Brasserie en 1975

Thielemans comenzó su carrera como guitarrista. En 1949 se unió a una jam session en París en la que participaban Sidney Bechet, Charlie Parker, Miles Davis, Max Roach y otros. En 1951 se fue de gira con Bobbejaan Schoepen.
Se trasladó en 1952 a los Estados Unidos cuando se convirtió en miembro de los Charlie Parker's All-Stars. Tocó y grabó con músicos de la talla de Ella Fitzgerald, George Shearing, Quincy Jones, Bill Evans, Paul Simon, Billy Joel, Astrud Gilberto, Elis Regina, Jaco Pastorius y Stevie Wonder (confeso admirador de la música y la armónica de Thielemans) entre otros.
El uso de Thielemans de la armónica, y particularmente de la guitarra Rickenbacker 325, a fines de la década de 1950 motivó a un joven John Lennon a usar los mismos instrumentos.
Como compositor, Thielemans fue autor de un estándar del jazz, «Bluesette», en el que usó su silbido y una guitarra al unísono. El tema se convirtió en un éxito mundial en 1962 y su popularidad no ha decrecido con el paso de los años.
Como intérprete de armónica, Thielemans puede ser escuchado en bandas sonoras de populares películas como Desayuno con diamantes (1961) (en el solo de «Moon River» al comienzo de la misma), y en los temas principales de Midnight Cowboy y de La huida (película de 1972), Delicias Turcas, Bagdad Café y en varios programas de televisión como Barrio Sésamo, la serie belga Witsd y la serie holandesa Baantjer. También, silbando y a la armónica, puede escuchársele en antiguos programas de radio y publicidad televisiva. En 1974 acompañó con su armónica a Mina en la RAI durante la actuación de «Non gioco più» para el programa Milleluci. En 1975 protagoniza un excelente solo de armónica en el tema Night game dentro del álbum Still crazy after all these years de Paul Simon. En 1983 colaboró en el disco de Billy Joel An Innocent Man y su armónica se puede escuchar en «Leave a Tender Moment Alone».
En la década de 1990, Thielemans se embarcó en proyectos temáticos que incluyeron la aproximación a la música del mundo. En 1998 publicó el disco Chez Toots que incluyó el tema «Les Moulins De Mon Coeur» que contó con la colaboración del cantante Johnny Mathis. 
Ha recibido un doctorado honorífico por la Vrije Universiteit Brussel y por la Université Libre de Bruxelles (Bélgica) y en 2001 recibió el título de barón del rey Alberto II de Bélgica.
En 2005 fue nominado al título de De Grootste Belg (el belga más importante).

## Discografía

### Como líder
- The Sound (Columbia, 1955)
- Time Out for Toots (Decca, 1958)
- Man Bites Harmonica! (Riverside, 1958)
- The Soul of Toots Thielemans (Signature, 1959)
- The Whistler and His Guitar (1964, ABC-Paramount)
- Guitar and Strings...and Things (1967, Command)
- Honeysuckle Rose Aquarela Do Brasil (con Elis Regina, 1969, Fontana, Philips)
- Only Trust Your Heart (1988, Concord)
- Footprints (1991, Universal)
- The Brasil Project (1992, BMG)
- The Brasil Project Vol. 2 (1993, BMG)
- Compact Jazz (1993, Verve)
- East Coast, West Coast (1994, Private Music)
- Apple Dimple (1994, Denon)
- Chez Toots (1998, Windham Hill)
- The Live Takes, Vol. 1 (2000, Quetzal Records)
- Hard to Say Goodbye: The Very Best of Toots Thielemans (2000, Universal)
- Toots Thielemans & Kenny Werner (2001, Universal)
- One More for the Road (2006, Verve)
- Yesterday and Today (2012, Disques Dreyfus)
- Live at Le Chapiteau (2013)

### Como sideman
Con George Shearing y Dakota Staton
- In the Night (Capitol, 1958)

Con Elis Regina
- Honeysuckle Rose Aquarela Do Brasil (1969, Philips)

Con John Denver
- Aerie (1971, RCA)

Con Melanie
- Gather Me (Neighborhood Records, 1971)

Con Urbie Green
- The Fox (CTI, 1976)

Con Bill Evans
- Affinity (Warner Bros., 1979)

Con Dizzy Gillespie
- Digital at Montreux, 1980 (Pablo)

Con Oscar Peterson
- Live at the North Sea Jazz Festival, 1980 (Pablo, 1980)

Con Jaco Pastorius
- Word of Mouth (Warner Bros., 1981)

Con Quincy Jones
- The Dude (A&M, 1981)

Con Sarah Vaughan
- Songs of The Beatles (Atlantic Records, 1981)

Con Sivuca:
- Chiko's Bar (1985)

Con Eliane Elias
- Illusions (1986, Denon)
- Bossa Nova Stories (2008, Blue Note)

Con Pat Metheny
- Secret Story (Geffen, 1992)

Con Fumio Karashima
- Rencontre (1999, Emarcy/Polydor Japan)

Con Joe Lovano
- Flights of Fancy: Trio Fascination Edition Two (2001, Blue Note)

Con Tito Puente
- Live in Brussels (2011, Smith & Co)

Con James Taylor
- James Taylor at Christmas (Columbia, 2006)

## Honores y premios

### Títulos de honor[7]
- Elevado a barón por el rey Alberto II
- Comandante de la Orden belga de Leopoldo
- Caballero de la Orden belga de Leopoldo II
- Caballero de la Orden de las Artes y las Letras de Francia
- Comandante de la Orden Brasileña de Río Branco
- Doctorado honorario de las universidades VUB y ULB

### Premios
- Nominación al premio Grammy por el mejor tema instrumental "Bluesette": 1964[8]
- Ganador del premio DownBeat de instrumentos varios (armónica): 1978->1996, 1999->2008, 2011, 2012
- Nominación al premio Grammy por el mejor álbum de un gran conjunto de jazz "Affinity": 1980[9]
- Nominación al Premio Grammy al Mejor Solo Instrumental de Jazz "Bluesette": 1992
- Zamu Music Lifetime Achievement Award: 1994
- North Sea Jazz Bird premio: 1995[10]
- Premio Grammy a la mejor producción de álbum, no clásica "Q's Jook Joint": 1997
- Premio Edison a la Carrera de Jazz: 2001[11]
- Trofeo Alemán de Jazz: 2004[12]
- Octaves de la Musique Álbum del año "One More for the Road": 2006[13]
- Premio Zinneke de Bronce: 2006[14]
- Klara Premio a la Carrera: 2007[15]
- NEA Jazz Master Award: 2009[16]
- Concertgebouw Jazz Award: 2009[17]
- Premio Donostiako Jazzaldia: 2011[18]
- Miembro honorario de la Unión de Artistas del Espectáculo: 2011[19]
- Academia Charles Cros Premio a la Carrera: 2012[20]
- Music Industry Lifetime Achievement Award: 2017[21]
- Nominación al IFMCA Awards Mejor álbum recopilatorio de música de cine “The Cinema of Quincy Jones”: 2017[22]